# جون هربرت كوكي
جون هربرت كوكي (بالإنجليزية: John Cooke)‏ هو مهندس مدني وسياسي أسترالي، ولد في 3 أغسطس 1867، وتوفي في 30 يوليو 1943 في أستراليا. حزبياً، نشط في Liberal Union (South Australia) ‏ ( – 16 أكتوبر 1923) وLiberal Federation ‏ (16 أكتوبر 1923 – 9 يونيو 1932) وتحالف الليبرالية والريفي (9 يونيو 1932 – ). وقد انتخب Mayor of Unley ‏ (1904 – 1907) وفي 1915 South Australian state election ‏، انتخب عضو مجلس جنوب أستراليا التشريعي عن دائرة Central District No. 2 (South Australian Legislative Council) ‏ وقد انضم خلال فترته النيابية (27 مارس 1915 – 8 مارس 1933)  للكتلة البرلمانية Liberal Union (South Australia) ‏.